# Okres Nagykáta
Okres Nagykáta (maďarsky Nagykátai járás) je jedním z osmnácti okresů maďarské župy Pest. Jeho centrem je město Nagykáta.

## Sídla
V okrese se nachází celkem 16 měst a obcí.
Města
- Nagykáta
- Sülysáp
- Tápiószele

Městyse
- Szentmártonkáta
- Tápiószecső
- Tápiószentmárton

Obce
- Farmos
- Kóka
- Mende
- Pánd
- Szentlőrinckáta
- Tápióbicske
- Tápiógyörgye
- Tápióság
- Tóalmás
- Úri